# Onthophagus subrugosus
Onthophagus subrugosus là một loài bọ cánh cứng trong họ Bọ hung (Scarabaeidae).